# Нижнее Лозовое
Ни́жнее Лозово́е (укр. Нижнє Лозове) — село в Дебальцевской городской общине Горловского района Донецкой области Украины.

## Общие сведения
Население по переписи 2001 года составляло 11 человек. Входит в Горловско-Енакиевскую агломерацию. Почтовый индекс — 84582. Телефонный код — 6274.
Код КОАТУУ — 1420986002.

## Расположение
Село Нижнее Лозовое расположено на реке под названием Скелевая (правый приток Лугани). В 46 км от районного центра и в 12 от центра общины.

## Местная власть
84646, Донецкая область, Горловский район, г. Горловка, пр. Победы, 67.